# XXXX Rezerwowy Korpus Armijny (Cesarstwo Niemieckie)
XXXX Rezerwowy Korpus Armijny  (niem. XXXX. Reserve-Korps)  – wyższy rezerwowy związek taktyczny Armii Cesarstwa Niemieckiego. 
W sierpniu 1914 rozwinięto w Niemczech do etatów wojennych związki operacyjne (armie). W skład 8 Armii wszedł między innymi XXXX Rezerwowy Korpus Armijny. W I wojnie światowej korpus walczył na froncie wschodnim.

## Struktura organizacyjna
Skład od 2 VIII 1914 do 20 IX 1915:
- dowództwo korpusu
- 79 Rezerwowa Dywizja Piechoty
- 80 Rezerwowa Dywizja Piechoty